# Mountain View (Carolina do Norte)
Mountain View é uma Região censo-designada localizada no estado norte-americano de Carolina do Norte, no Condado de Catawba.

## Demografia
Segundo o censo norte-americano de 2000, a sua população era de 3768 habitantes.

## Geografia
De acordo com o United States Census Bureau tem uma área de
12,5 km², dos quais 12,5 km² cobertos por terra e 0,0 km² cobertos por água.

## Localidades na vizinhança
O diagrama seguinte representa as localidades num raio de 12 km ao redor de Mountain View.